# هاكان بيترسون
هاكان بيترسون (بالسويدية: Håkan Pettersson)‏ هو عسكري سويدي، ولد في 3 من مايو 1947. في بروما، ستوكهولم، عمل لواء في القوات الجوية السويدية، وشغل عدة مناصب، منها رئيس هيئة أركان الملك من عام 2007 إلى عام 2018. ومن عام 2004 إلى عام 2007 رئيسًا لجهاز الاستخبارات العسكرية والأمن. 

مراجع
1. ↑  "Stabschef Håkan Pettersson utsedd till bröllopssamordnare" (Press release) (بالسويدية). Royal Court of Sweden. 16 Mar 2009. Archived from the original on 2019-09-30. Retrieved 2019-09-30. "نسخة مؤرشفة". مؤرشف من الأصل في 2019-09-30. اطلع عليه بتاريخ 2019-10-09.
2. ↑  Frick, Lennart W.; Rosander, Lars (2004). Bakom hemligstämpeln: hemlig verksamhet i Sverige i vår tid (بالسويدية). Lund: Historiska media. ISBN:9185057118. LIBRIS 9501112. Archived from the original on 2020-01-25. {{استشهاد بكتاب}}: templatestyles stripmarker في |المعرف= في مكان 1 (help)
3. ↑  "Spionchefen berättar om sitt livs operation". Dagens PS (بالسويدية). 16 Apr 2010. Archived from the original on 2019-09-30. Retrieved 2019-09-30.

4. https://sv.wikipedia.org/wiki/H%C3%A5kan_Pettersson_(milit%C3%A4r)